# 新田渉世
新田 渉世（にった しょうせい、1967年6月26日 - ）は、神奈川県秦野市出身の元プロボクサー。1994年よりリングネームを新田 勝世（読み同じ）と改めた。現在は川崎新田ボクシングジム会長、日本プロボクシング協会理事、事務局長。

## 来歴
小学6年時に「あしたのジョー」を読みボクシングにあこがれる。高校3年で金子ボクシングジムに入門してボクシングを始め、横浜国立大学教育学部2年の1987年5月28日、プロデビュー。大学は6年かけて卒業。在学中の大学3年の10月に結婚し、子どももいたため子連れ国大生ボクサーとして知られた。
1996年10月21日、呉張均が持つOPBF東洋太平洋バンタム級王座に挑戦しタイトル獲得。「国立大卒初の王者」として話題になった。
1997年6月20日、高仁植相手に初防衛に挑むが敗退。この試合を最後に引退し渡米。
1999年に帰国しケンウッドに入社。
退社後の2003年2月、川崎市多摩区に新田ボクシングジムを設立。同ジムは2010年に「川崎新田ボクシングジム」と改称した。
2004年、東日本ボクシング協会書記担当理事に就任。
2006年の黒田雅之、2007年の岳たかはし、2008年の古橋大輔と3年連続で新人王を輩出した。
2010年8月からは東日本ボクシング協会「暴力団等排除対策協議会の設立準備委員会」の委員長を務める。また同じ8月から川崎新田ジムの所属選手はパトロール用のビブスを着用してジム所在地の多摩区を走る「防犯ロードワーク」を実践している。
2006年5月、東日本ボクシング協会が設立した「袴田巌再審支援委員会」（会長輪島功一が委員長）の実行委員長をつとめる。
2011年より、全国組織の日本プロボクシング協会 袴田巌支援委員会委員長に就任。
2013年9月、日本プロボクシング協会理事、事務局長に就任。
2023年2月に、立教大学大学院スポーツウエルネス学研究科博士課程前期課程に合格し、同年4月より同研究科に在学。

## 戦績
34戦23勝 (17KO) 9敗2分

## 著書
- 『リングが教室。』ポプラ社 2007年